# Дрецке, Фред
Фредерик Ирвин Дрецке (англ. Frederick Irwin Dretske; 9 декабря 1932 года, Уокиган, Иллинойс — 24 июля 2013 года, Дарем, Северная Каролина), более известный как Фред Дрецке (англ. Fred Dretske) — американский философ, известен своим вкладом в эпистемологию и философию сознания.
Родился 9 декабря 1932 года в семье Фредерика и Хэтти Дрецке. Получил образование инженера в Университете Пёрдью, Уэст-Лафейетт, Индиана. После службы в армии поступил в аспирантуру по философии в Миннесотский университет, где он получил докторскую степень в 1960 году. Его диссертация под руководством Мэя Бродбека, представителя направления «философии науки», посвящена «философии времени».
С 1960 года стал работать в Висконсинском университете в Мэдисоне, в котором получил звание профессора.
С 1988 года принят в Стэнфордский университет, в котором оставался до своего ухода на пенсию в 1998 году. До своей смерти оставался почётным профессором философии в Стэнфордском университете и старшим научным сотрудником по философии в Университете Дьюка, Дарем (Северная Каролина), Северная Каролина.
Лауреат премии Жана Никода в 1994 году.
Умер 24 июля 2013 года в Дареме, Северная Каролина. В своём завещании указал, чтобы не было ни официальных похорон, ни поминальной службы.

## Избранные труды по философии
- «Видеть и знать» (англ. Seeing and Knowing). Чикаго: The University of Chicago Press, 1969;
- «Знание и поток информации» (англ. Knowledge and the Flow of Information). Кембридж, Массачусетс: The MIT Press, 1981;
- «Объяснение поведения: причины в мире причин» (англ. Explaining Behavior: Reasons in a World of Causes). Кембридж, Массачусетс: The MIT Press, 1988;
- англ.  Naturalizing the Mind. Кембридж, Массачусетс: The MIT Press, 1995;
- «Восприятие, Знание и Вера» (англ. Perception, Knowledge and Belief). Кембридж, Массачусетс: Cambridge University Press, 2000.